# Délégation de Frosinone

La délégation apostolique de Frosinone fut une subdivision administrative de l’État pontificalqui, à l’origine, comprenait la partie septentrionale de la province de Frosinone, de la province de Latina et la partie méridionale de la province de Rome.

## Historique
Dans sa configuration définitive, elle confinait au sud et à l’est avec le royaume des Deux-Siciles, au nord avec la comarque de Rome et à l’ouest avec la délégation de Velletri. Elle possédait en outre une enclave en territoire napolitain, correspondant au gouvernement de Pontecorvo.
C’était une délégation de 2e classe.

### Institution
La province fut instituée pour la première fois au XVIIIe siècle par le pape Benoît XIV sur la base de la préexistante province de Campagne et Maritime en maintenant la répartition en deux districts avec Frosinone comme chef-lieu.

### Suppression napoléonienne
Durant la République romaine (1798-1799), le territoire de l’État pontifical fut divisé en huit départements. La délégation de Frosinone fut supprimée et incluse dans le département du Circeo, avec chef-lieu Anagni. Le département était divisé en 18 cantons avec 3 tribunaux (Anagni, Veroli et Sezze). Frosinone devint chef-lieu de canton sous la juridiction du tribunal de Veroli.
Sous le régime républicain, les institutions pontificales furent restaurées, mais diminuées en 1809 avec l’invasion napoléonienne. Le territoire de Frosinone entra dans le département du Tibre, avec chef-lieu à Rome. Sur le modèle de l' arrondissement français, les deux districts furent renommés arrondissements (de Frosinone et de Velletri).

### Restauration

#### Délégation de seconde classe

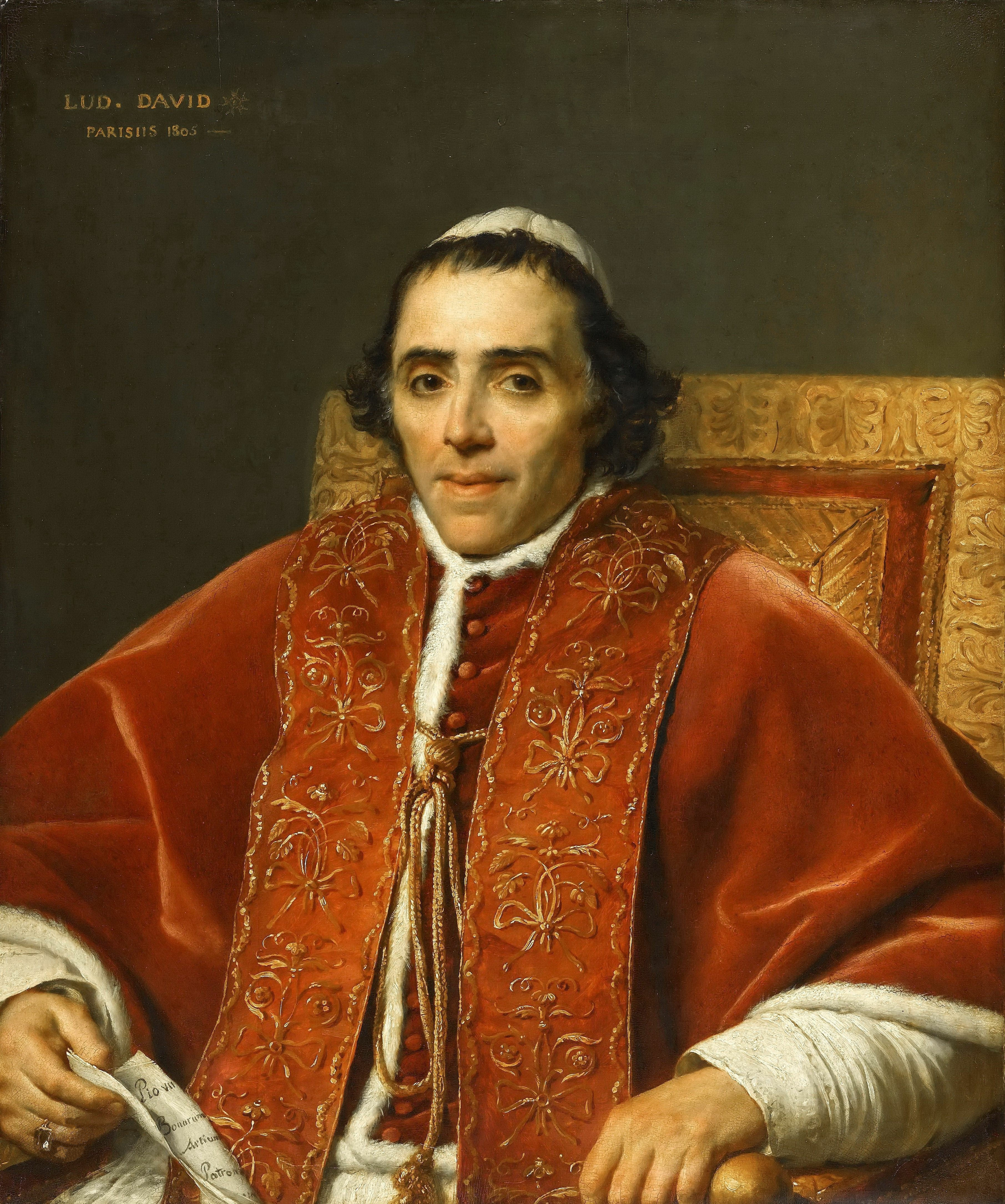
Pie VII, portait de David

Après le Congrès de Vienne et la Restauration, l’Église réforma administrativement le territoire par le motu proprio du pape Pie VII du 6 juillet 1816. La délégation de Frosinone fut rétablie et subdivisée en quatre districts. La réforme reprenait vaguement l’ancienne configuration administrative : entre le district de Rome furent incluses les délégations de seconde classe (Frosinone et Viterbe) et de troisième classe (Civitavecchia et Rieti).

#### Démembrement
Avec le motu proprio du 21 décembre 1827, Léon XII répartit de nouveau la délégation sur les deux districts de Frosinone et Pontecorvo.
Une mutation plus radicales motu proprio fut opérée par Grégoire XVI le 1er février 1832 et rendue opérationnelle par la notification du cardinal Bernetti (6 février). L'acte instituait la délégation de Velletri, la rendant autonome de Frosinone et en lui assignant la juridiction sur le marais pontins et les monts Lépins de l'antique Maritime.
Le territoire résiduel de la juridiction de Frosinone était subdivisé dans les gouvernements d'Alatri, Anagni, Ceccano, Ceprano, Ferentino, Guarcino, Monte San Giovanni, Paliano, Piperno, Vallecorsa, Veroli. Le district de Pontecorvo comprenait seulement le gouvernement et la commune de Pontecorvo.

#### Légation de Maritime et Campagne
Après la brève parenthèse de la République romaine de 1849, Pie IX, de retour à Rome, promulgua une nouvelle réforme territoriale par une directive sur le gouvernement des provinces et leur administration. La délégation de Frosinone fut incluse dans la Légation de Maritime et Campagne (it) (IV Légation), avec chef-lieu Velletri.

### Unité italienne

#### Arrondissement de Frosinone
En 1861, l'enclave de Pontecorvo fut définitivement annexée au royaume d'Italie (1861-1946). L'entière délégation pontificale cessa d’exister avec la prise de Rome (20 septembre 1870) et, de ses cendres, naquit l’arrondissement de Frosinone de la province de Rome, ainsi que le Latium.

## Source de traduction
- (it) Cet article est partiellement ou en totalité issu de l’article de Wikipédia en italien intitulé « delegazione apostolica di Frosinone » (voir la liste des auteurs) le 15/07/2012.